# Eucalyptus clivicola
Espèce
Eucalyptus clivicola, en anglais green mallet, est une espèce de plantes à fleurs du genre Eucalyptus et de la famille des Myrtaceae. C'est un arbre endémique de l'Australie-Occidentale.

## Description
Eucalyptus clivicola est un arbre qui atteint généralement une hauteur de 12 m et forme rarement un lignotuber. Il a une écorce lisse grise-jaunâtre avec des flocons d'écorce rugueuse et grisâtre pas complètement éliminée. Ses feuilles adultes sont linéaires ou lancéolées, longues de  45 à 95 mm et larges de 5 à 20 sur un pétiole de 5 à 15 mm.

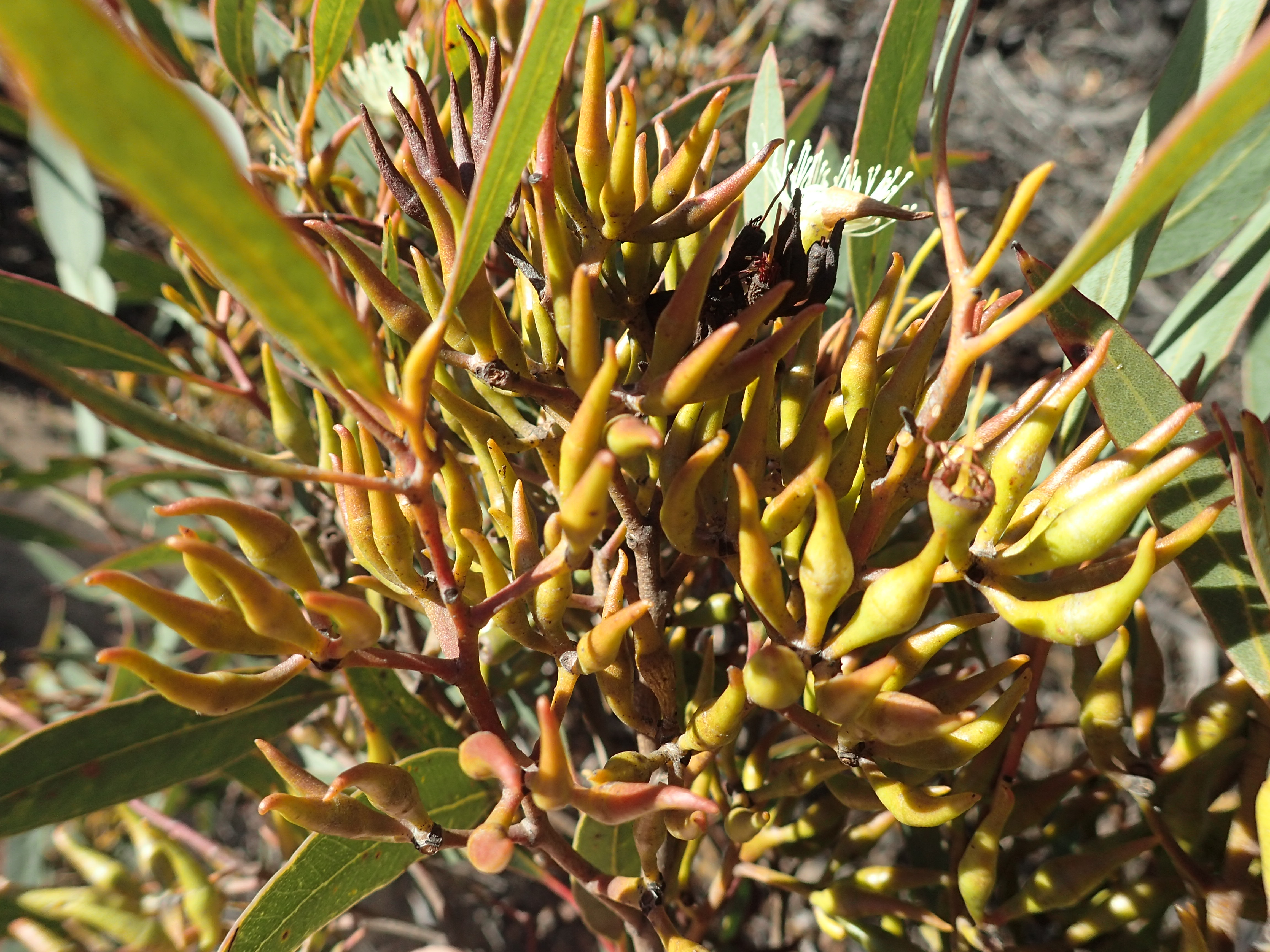
Boutons floraux.
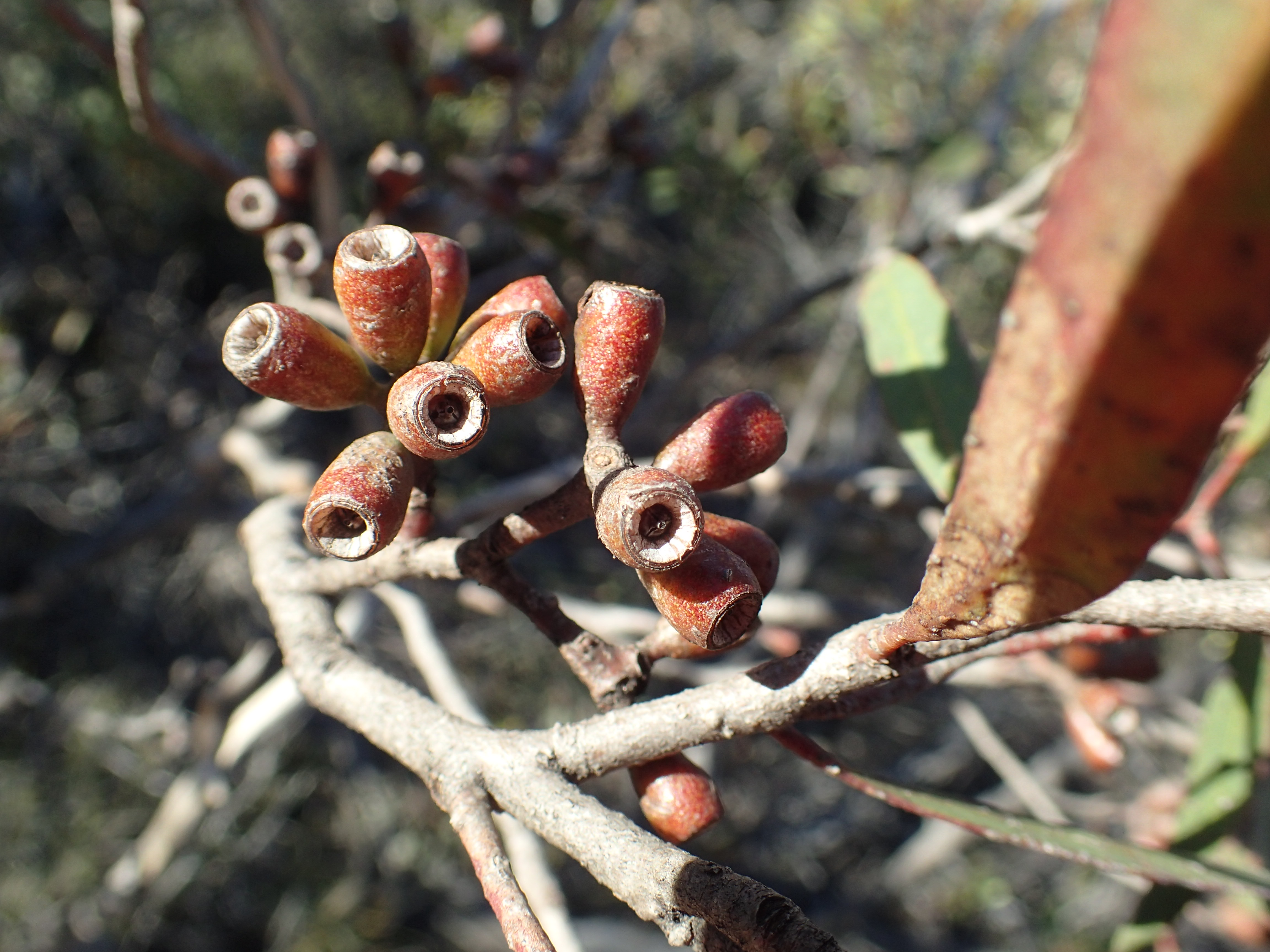
Fruits.

Les boutons floraux sont disposés en groupes de neuf à treize sur un pédoncule de 7 à 20 mm qui s'élargit vers la fin. Les boutons individuels sont portés par un pédicelle de 4 à 5 mm. Les boutons matures sont pointus ou allongés, longs de 14 à 21 mm et larges de 3 à 4 mm, avec un opercule conique ou en forme de corne jusqu'à trois fois plus long que la coupe florale. La floraison a lieu de décembre à mai ; les fleurs sont jaune pâle. Le fruit est une capsule ligneuse, en forme de tonneau plus ou moins conique ou cylindrique de 6 à 10 mm de long et 5 à 6 mm de large,,.

## Taxonomie et dénomination
Eucalyptus clivicola a été formellement décrit pour la première fois en 1991 par Ian Brooker et Stephen Hopper dans la revue Nuytsia à partir d'un spécimen recueilli le long de la route Ravensthorpe (en)—Hopetoun (en),. Son épithète spécifique (clivicola) est dérivée du mot latin clivus signifiant « ascension », « élévation », « colline » ou « pente »:536 avec le suffixe -cola signifiant « habitant »:217, ce qui renvoie à l'habitat ordinaire de cette espèce.

## Distribution et habitat
Eucalyptus clivicola pousse souvent en peuplements purs dans des échappées de forêts ouvertes, rarement en terrain plat. On le trouve entre Ongerup (en), Ravensthorpe (en) et le lac Magenta (en), dans les régions biogéographiques d'Esperance Plains (en) (ESP) et de Mallee (en) (MAL),.

## Statut de conservation
Cet eucalyptus est classé comme « non menacé » par le Département des parcs et de la faune (en) du gouvernement d'Australie-Occidentale.